# Deposito locomotive di Firenze Santa Maria Novella
Il deposito locomotive di Firenze Santa Maria Novella è un impianto ferroviario delle Ferrovie dello Stato Italiane (FS) dedicato alla sosta, manutenzione e rifornimento di locomotive ed automotrici.
Istituito nel 1927, sostituì i due depositi di Firenze Santa Maria Novella (costruito nell'Ottocento) e di Firenze Campo di Marte. I ferrovieri toscani lo denominano, colloquialmente, Firenze Romito.

## Storia
A causa dell'insufficienza e della vetustà dei preesistenti depositi di Firenze Santa Maria Novella (ubicato all'interno della stazione omonima e dotato di una rimessa circolare con 15 binari coperti e di un piazzale binari di circa mille metri quadrati di superficie) e di Firenze Campo di Marte (anch'esso sito all'interno della stazione e dotato di una modesta rimessa rettangolare e d'un piccolo piazzale binari), nell'ambito del programma di riorganizzazione e ampliamento degli impianti a servizio della trazione di tutta la rete definito nel 1905-1906 la direzione generale delle FS stabilì di localizzare il nuovo deposito di Firenze, che avrebbe dovuto sostituire i precedenti, nella località di Romito.
Il progetto prevedeva la costruzione di due rimesse semicircolari, dotate di 23 e 24 binari, servite da piattaforme girevoli del diametro di 21 m, e destinate esclusivamente alla trazione a vapore dato che all'epoca i piani di elettrificazione della rete non prevedevano l'estensione della trazione elettrica alle linee afferenti al nodo fiorentino.
I lavori di costruzione del nuovo deposito ebbero inizio nel 1913. Furono sospesi a causa della prima guerra mondiale e ripresi alacremente nell'immediato dopoguerra in vista dell'inaugurazione della Direttissima Bologna-Firenze e dell'elettrificazione della nuova linea e delle preesistenti linee per Bologna (la Porrettana e la linea via Faenza).
Perciò il primitivo progetto fu aggiornato, dapprima prevedendo l'aggiunta alla sezione per le locomotive a vapore di una nuova per quelle elettriche. Nel 1922 si decisero modifiche più profonde, che dettero vita a un impianto adatto a gestire i mezzi di entrambi i sistemi di trazione. Esso comprese una rimessa circolare dotata di 24 binari e servita da una piattaforma di 21 m di diametro, per le locomotive a vapore; una rimessa rettangolare per le locomotive elettriche; l'officina per le medie riparazioni e le varie pertinenze (depositi di combustibile, dormitori, uffici e impianti per il rifornimento d'acqua, di sabbia e di lubrificanti).
La costruzione implicò la soluzione di problemi impegnativi causati dalla predisposizione del rilevato (che comportò movimenti di terra per circa 450 000 m³) e delle necessità poste dall'approvvigionamento idrico (risolto con una derivazione dall'acquedotto del Comune). Il nuovo deposito costò circa 27 milioni di lire e fu inaugurato il 28 giugno 1927 (secondo fonti orali il 24 giugno 1927). La denominazione di "Firenze Romito", usata durante il periodo di coesistenza col vecchio deposito, si stabilizzò infine nell'uso colloquiale ed è usata correntemente.
La dotazione iniziale assorbì anche quella delle locomotive già assegnate ai depositi di Santa Maria Novella e di Campo di Marte. Nel 1927 il primo disponeva di 17 unità del gruppo 675, di 9 685, di 29 740, di 14 746, di 1 747 e di 12 835; e il secondo di 13 320, di 10 470, di 23 471, di 1 472, di 10 740, di 7 741 e di 8 835.
L'ubicazione del nodo di Firenze sulla fondamentale direttrice dal nord al sud del Paese, da sempre interessata da un notevole traffico viaggiatori e merci, spiega l'assegnazione di numerose locomotive dei tipi più potenti e veloci del parco. Inoltre, la presenza a Firenze degli uffici centrali di progetto e gestione del parco locomotive e automotrici, dapprima della Rete Adriatica e poi delle Ferrovie dello Stato, ha sempre implicata l'assegnazione al deposito di Santa Maria Novella dei prototipi in corso di sperimentazione e di omologazione per l'autorizzazione al servizio, anche per lunghi periodi (come nel caso del prototipo FS 672.001 "Franco-Crosti").

## Dotazione
Assegnazioni nel 1927: E.333 (8 unità), E.550 (6).
Assegnazioni nel 1928: 320 (14), 470 (5),
471 (23), 675 (17), 685 (18), 691 (1), 740 (54), 744 (3), 746 (17), 835 (18), E.333 (11), E.550 (7).
Assegnazioni nel 1930: 471 (18), 675 (16), 685 (15), 691 (1), 728 (12), 740 (37), 746 (20), 835 (21), E.333 (4), E.432 (10), E.550 (8), E.554 (2).
Assegnazioni nel 1935: 470 (9), 471 (14), 675 (25), 685 (22), 740 (20), 746 (23), 835 (25), 880 (4), 894 (2), E.326 (8), E.626 (12), ALb 48 (1), ALb 64 (2).
Assegnazioni nel 1937: 290 (4), 470 (3), 471 (10), 671 (1), 672 (1), 675 (25), 685 (5), 740 (13), 835 (18), 880 (5), 894 (2), 910 (3), E.428 (17), E.626 (28), ALb 48 (1), ALn 56.1000 (4), ALb 64 (1), ALb 80 (4), Ne 84 (2).
Assegnazioni nel 1940: 470 (3), 471 (11), 672 (1), 675 (1), 685 (16), 740 (18), 800 (1), 835 (23), 851 (2), 880 (4), E.428 (41), E.626 (27), 290 (4), ALb 48 (1), ALn 56.2000 (2), ALn 72.2000 (1), ALn 72.3000 (2), ALv 72 (3), ALn 556.1000 (12), ALn 556.2000 (7), ALe 79 (1), ALe 88 (23).
Assegnazioni nel 1943: 290 (10), 471 (5), 685 (6), 740 (13), 835 (20), 851 (8), 880 (3), E.428 (40), E.620 (1), E.626 (3), E.636 (32), ALb 48 (1), ALn 56.2000 (3), ALn 556.2000 (5), ALn 772.1000 (20), ALn 772.3000 (17), ALe 40 (1), ALe 88 (23).
Assegnazioni nel 1951:
Assegnazioni nel 1959:
Assegnazioni nel 1965:
Assegnazioni nel 1971:
Assegnazioni nel 1997:

### Riferimenti
1. ↑  Baldi, p. 15
2. 1 2 3 4 5  Baldi, p. 14
3. 1 2  Nascimbene e Berto, p. 60
4. 1 2  Baldi, p. 19
5. 1 2  Baldi, p. 18
6. ↑  Baldi, pp. 16-20
7. 1 2 3 4 5 6  Baldi, p. 20